# Гварджаладзе, Константин Егорович
Константин Егорович Гварджаладзе (груз. კონსტანტინე იაგორის ძე გვარჯალაძე, 17 марта 1884, Ланчхути, Гурия — 3 января 1969) — грузинский социал-демократ, член Учредительного собрания Грузии (1919—1921).

## Биография
Родился в крестьянской семье.

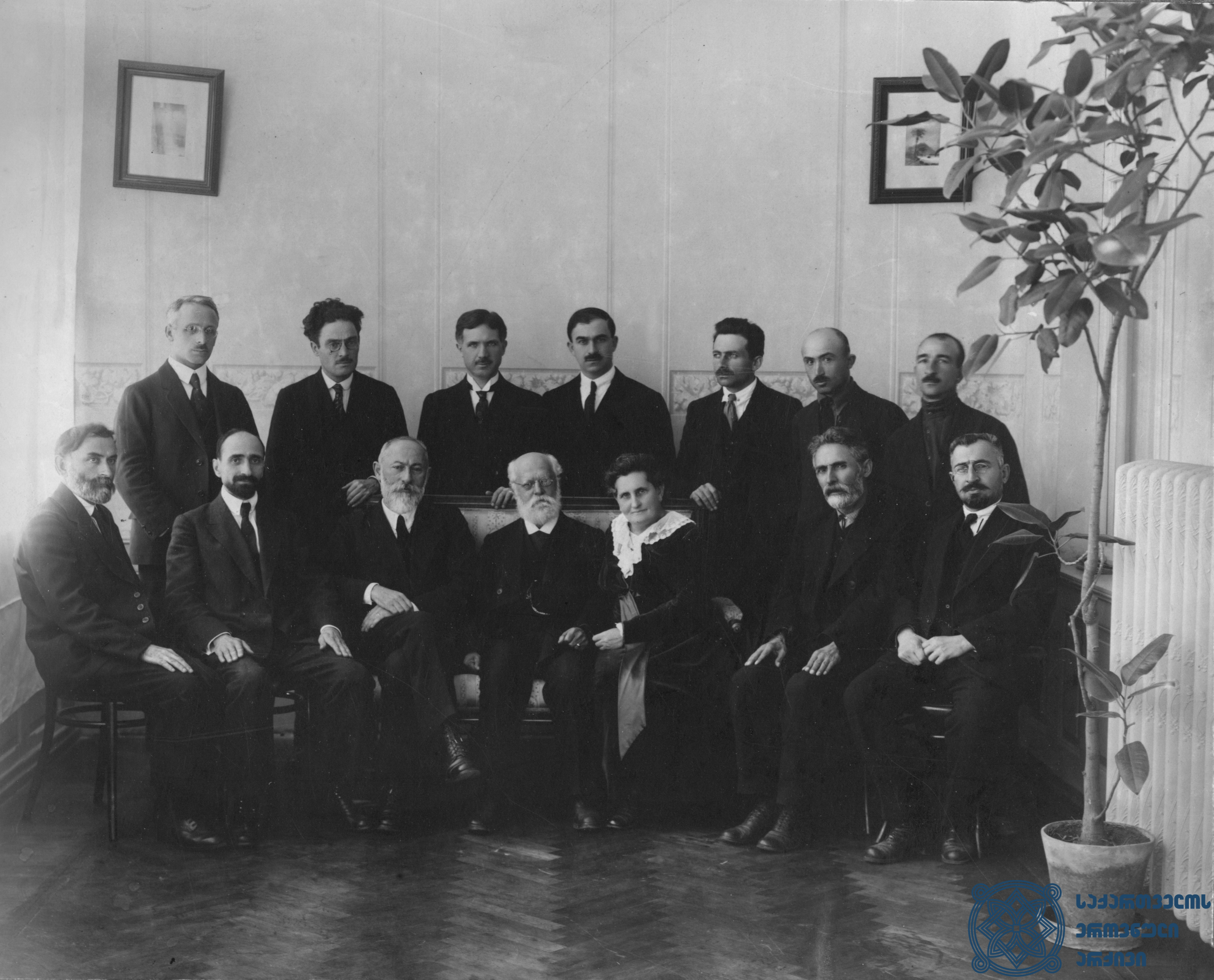
Карл Каутский с грузинскими социал-демократами, Тифлис, 1920.
1-й ряд, слева-направо: С. Девдариани, Н. Рамишвили, Н. Жордания, К. Каутский и его жена Луиза, С. Джибладзе, Р. Арсенидзе;
2-й ряд, слева-направо: секретарь Каутского Пауль Ольберг, В. Тевзая, К. Гварджаладзе, К. Сабахтарашвили, С. Тевзадзе, А. Урушадзе, Г. Цинцабадзе

Член РСДРП с 1903 года, с 1905 года примыкал к меньшевикам.
В 1905 году участвовал в революционной деятельности в Батуми.
Получил образование на медицинском факультете Женевского университета. Обучение в Швейцарии повлияло на его социал-демократические взгляды. В отличие от русского меньшевизма, его мировоззрение основывалось на европейском гуманистическом социализме, задача и цель которого заключались в личности и свободе нации. Социал-демократическая партия считалась наиболее проевропейским членом федералистов. С 1908 года публиковал статьи по политическим, естественно-научным и философским вопросам.
В 1917 году был избран членом Национального совета Грузии. Подписал Декларацию о независимости Грузии от 26 мая 1918 года. В 1918 году — член парламента Грузии, одновременно был заместителем министра иностранных дел. С 1919 года — член Учредительного собрания Грузии.
В 1921 году эмигрировал. В 1921—1924 годах был членом грузинского правительства в Стамбуле и главой общины. В 1920—1928 активно участвовал в работе Социалистического Интернационала. В качестве представителя грузинской секции участвовал в международных конгрессах и конференциях Лиги Наций, Лиги по правам человека и Международного бюро мира.
Владел английским и французским языками, свободно поддерживал различные контакты и знакомил с прошлым и настоящим грузинского общества. В 1925—1929 жил в Лондоне, затем в Париже. В 1935—1940 годах был главным редактором органа социал-демократической партии «Битва за голос» и вёл активную дипломатическую и общественную работу.
11 декабря 1968 года умерла жена Гварджаладзе, Бабулия Канделаки. Константин отказался принимать пищу, закрылся в комнате и умер 3 января 1969 года в приюте для пожилых людей в деревне Абондани. Похоронен на кладбище в Левиле, рядом со своей женой.